# 워싱턴주의 도시 목록
다음은 알파벳 기준의 워싱턴주 도시들 이름이다.
A
- 애버딘 (워싱턴주)(Aberdeen)
- 애나코티스(Anacortes)
- 알링턴 (워싱턴주)(Arlington)
- 오번 (워싱턴주)(Auburn)

B
- 배틀그라운드 (워싱턴주)(Battle Ground)
- 벨뷰 (워싱턴주)(Bellevue)
- 벨링햄 (워싱턴주)(Bellingham)
- 블랙다이아몬드 (워싱턴주)(Black Diamond)
- 블레인 (워싱턴주)(Blaine)
- 보셀(Bothell)
- 브레머튼 (워싱턴주)(Bremerton)
- 버클리 (워싱턴주)(Buckley)
- 벼리언(Burien)
- 벌링턴 (워싱턴주)(Burlington)

C
- 카네이션 (워싱턴주)(Carnation)
- 캐시미어 (워싱턴주)(Cashmere)
- 캐슬라메트(Cathlamet)
- 센트레일리아 (워싱턴주)(Centralia)
- 체할리스 (워싱턴주)(Chehalis)
- 첼랜 (워싱턴주)(Chelan)
- 체니 (워싱턴주)(Cheney)
- 치누크 (워싱턴주)(Chinook)
- 클엘룸(Cle Elum)
- 콜팩스 (워싱턴주)(Colfax)
- 콘크리트 (워싱턴주)(Concrete)
- 코빙턴 (워싱턴주)(Covington)

D
- 데이턴 (워싱턴주)(Dayton)
- 디모인 (워싱턴주)(Des Moines)
- 듀폰트 (워싱턴주)(Dupont)
- 듀발 (워싱턴주)(Duvall)

E
- 이튼빌 (워싱턴주)(Eatonville)
- 에드먼즈(Edmonds)
- 엘렌스버그(Ellensburg)
- 엘마 (워싱턴주)(Elma)
- 에눔클로 (워싱턴주)(Enumclaw)
- 에프라타 (워싱턴주)(Ephrata)
- 에버렛 (워싱턴주)(Everett)
- 에버슨 (워싱턴주)(Everson)

F
- 페더럴웨이(Federal Way)
- 페른데일 (워싱턴주)(Ferndale)
- 포크스(Forks)
- 프레몬트 (워싱턴주)(Fremont)
- 프라이데이하버(Friday Harbor)

G
- 기그하버(Gig Harbor)
- 골든데일 (워싱턴주)(Goldendale)
- 그랜드뷰 (워싱턴주)(Grandview)
- 그레인저 (워싱턴주)(Granger)
- 그레나이트폴스 (워싱턴주)(Granite Falls)

H
- 호퀴엄(Hoquiam)

I
- 일와코(Ilwaco)
- 이사콰(Issaquah)

K
- 캘러마 (워싱턴주)(Kalama)
- 켈소 (워싱턴주)(Kelso)
- 켄모어 (워싱턴주)(Kenmore)
- 케너윅(Kennewick)
- 켄트 (워싱턴주)(Kent)
- 케틀폴스 (워싱턴주)(Kettle Falls)
- 킹스턴 (워싱턴주)(Kingston)
- 커클랜드 (워싱턴주)(Kirkland)

L
- 레이시 (워싱턴주)(Lacey)
- 레이크포레스트파크 (워싱턴주)(Lake Forest Park)
- 레이크스티븐스 (워싱턴주)(Lake Stevens)
- 레이크우드 (워싱턴주)(Lakewood)
- 리븐워스 (워싱턴주)(Leavenworth)
- 롱비치 (워싱턴주)(Long beach)
- 롱뷰 (워싱턴주)(Longview)
- 린우드 (워싱턴주)(Lynnwood)

M
- 메이플밸리 (워싱턴주)(Maple Valley)
- 메리즈빌 (워싱턴주)(Marysville)
- 메디나 (워싱턴주)(Medina)
- 머서아일랜드 (워싱턴주)(Mercer Island)
- 밀턴 (워싱턴주)(Milton)
- 먼로 (워싱턴주)(Monroe)
- 몬테사노 (워싱턴주)(Montesano)
- 모제스레이크(Moses Lake)
- 마운트버넌 (워싱턴주)(Mount Vernon)
- 목시(Moxee)
- 머킬티오 (워싱턴주)(Mukilteo)

N
- 나젤(Naselle)
- 뉴캐슬 (워싱턴주)(Newcastle)
- 노르망디파크 (워싱턴주)(Normandy Park)
- 노스벤드 (워싱턴주)(North Bend)

O
- 오데사 (워싱턴주)(Odessa)
- 오카노건 (워싱턴주)(Okanogan)
- 올림피아 (워싱턴주)(Olympia)
- 오마크 (워싱턴주)(Omak)

P
- 퍼시픽 (워싱턴주)(Pacific)
- 파스코 (워싱턴주)(Pasco)
- 포모로이 (워싱턴주)(Pomeroy)
- 포트앤젤레스(Port Angeles)
- 포트갬블 (워싱턴주)(Port Gamble)
- 포트오차드 (워싱턴주)(Port Orchard)
- 포트타운센드 (워싱턴주)(Port Townsend)
- 포틀래치 (워싱턴주)(Potlatch)
- 폴스보 (워싱턴주)(Poulsbo)
- 프로서 (워싱턴주)(Prosser)
- 풀먼 (워싱턴주)(Pullman)
- 퓨알럽 (워싱턴주)(Puyallup)

R
- 레니에 (워싱턴주)(Rainier)
- 레이몬드 (워싱턴주)(Raymond)
- 레드먼드 (워싱턴주)(Redmond)
- 렌턴(Renton)
- 리퍼블릭 (워싱턴주)(Republic)
- 리치랜드 (워싱턴주)(Richland)
- 리츠빌 (워싱턴주)(Ritzville)
- 로슬린 (워싱턴주)(Roslyn)

S
- 사마미쉬 (워싱턴주)(Sammamish)
- 시택 (워싱턴주)(SeaTac)
- 시애틀(Seattle)
- 세드로울리 (워싱턴주)(Sedro-Woolley)
- 셀라 (워싱턴주)(Selah)
- 세큄 (워싱턴주)(Sequim)
- 셸턴 (워싱턴주)(Shelton)
- 쇼라인(Shoreline)
- 스카모카와 (워싱턴주)(Skamokawa)
- 스노호미쉬 (워싱턴주)(Snohomish)
- 스노퀄미 (워싱턴주)(Snoqualmie)
- 소프레이크 (워싱턴주)(Soap Lake)
- 사우스벤드 (워싱턴주)(South Bend)
- 스포캔(Spokane)
- 스포캔밸리(Spokane Valley)
- 스탠우드 (워싱턴주)(Stanwood)
- 스티라쿰 (워싱턴주)(Steilacoom)
- 스티븐슨 (워싱턴주)(Stevenson)
- 술탄 (워싱턴주)(Sultan)
- 서니사이드 (워싱턴주)(Sunnyside)
- 섬너 (워싱턴주)(Sumner)

T
- 터코마(Tacoma)
- 테니노 (워싱턴주)(Tenino)
- 토페니쉬(Toppenish)
- 투퀼라 (워싱턴주)(Tukwila)
- 텀워터 (워싱턴주)(Tumwater)

V
- 밴쿠버 (워싱턴주)(Vancouver)

W
- 웨이츠버그 (워싱턴주)(Waitsburg)
- 왈라왈라(Walla Walla)
- 와파토 (워싱턴주)(Wapato)
- 워슈갈 (워싱턴주)(Washougal)
- 웨내치 (워싱턴주)(Wenatchee)
- 웨스트포트 (워싱턴주)(Westport)
- 웨스트리치랜드(West Richland)
- 화이트센터 (워싱턴주)(White Center)
- 윈락 (워싱턴주)(Winlock)
- 우딘빌 (워싱턴주)(Woodinville)
- 우들랜드 (워싱턴주)(Woodland)

Y
- 야키마 (워싱턴주)(Yakima)

Z
- 질라 (워싱턴주)(Zillah)